# Ophiothauma heptactis
Ophiothauma heptactis is een slangster uit de familie Ophiacanthidae.
De wetenschappelijke naam van de soort werd in 1938 gepubliceerd door Hubert Lyman Clark.